# Campeonato de España de Atletismo 2013
El XCIII Campeonato de España de Atletismo se disputó los días 27 y 28 de julio de 2013 en el Polideportivo José Caballero en Alcobendas, Madrid.
Junto a las pruebas individuales, se celebró el campeonato de España de relevos 4×100 y 4×400 por clubes.
Participaron dentro del campeonato un total de 630 atletas (342 hombres y 288 mujeres) provenientes de 106 clubes españoles.

## Medallero
Actualizado 1/42 pruebas
| # | Club                  | Oro | Plata | Bronce | Total |
| - | --------------------- | --- | ----- | ------ | ----- |
| 1 | Huracán Fent Camí     | 1   | 0     | 0      | 1     |
| 2 | F.C. Barcelona        | 0   | 1     | 0      | 1     |
| 3 | Tenerife CajaCanarias | 0   | 0     | 1      | 1     |
|   | TOTAL                 | 1   | 1     | 1      | 3     |

## Resultados

### Masculino
| Evento                  | Oro                                               | Plata                                             | Bronce                                           |
| ----------------------- | ------------------------------------------------- | ------------------------------------------------- | ------------------------------------------------ |
| 100 metros lisos        | Ángel David Rodríguez F.C. Barcelona 10,26        | Bruno Hortelano Playas de Castellón 10,43         | Adrià Burriel CA Mollet 10,45                    |
| 200 metros lisos        | Bruno Hortelano Playas de Castellón 20,58 (RC)    | Sergio Ruiz JA Sabadell 20,86                     | Iván Jesús Ramos F.C. Barcelona 20,90            |
| 400 metros lisos        | Samuel García Cabrera Tenerife CajaCanarias 46,43 | Roberto Briones La Rioja Atletismo 46,87          | Mark Ujakpor Playas de Castellón 47,16           |
| 800 metros lisos        | Kevin López CD Nike Running 1:47,96               | Luis Alberto Marco CD Nike Running 1:48,42        | Alejandro Rodríguez AA Catalunya 1:49,43         |
| 1500 metros lisos       | David Bustos CD Nike Running 3:47,11              | Arturo Casado CA Adidas 3:47,39                   | Víctor José Corrales Playas de Castellón 3:47,49 |
| 5000 metros lisos       | Sergio Sánchez Unión Guadalajara 13:32,68         | Alberto Lozano AD Marathon 13:34,80               | Aelemayehu Bezabeh Atletismo Bikila 13:35,59     |
| 110 metros vallas       | Francisco Javier López Playas de Castellón 13,82  | Pedro García AD Marathon 13,83                    | Iban Maiza Real Sociedad 14,16                   |
| 400 metros vallas       | Diego Cabello Playas de Castellón 50,28           | Ignacio Sarmiento SG Pontevedra 51,30             | Enrique González Playas de Castellón 51,56       |
| 3000 metros obstáculos  | Ángel Mullera CA Lloret - La Selva 8:29,61        | Roberto Alaiz Universidad Oviedo 8:30,69          | Sebastián Martos F.C. Barcelona 8:35,36          |
| 10000 metros marcha     | Miguel Ángel López UCAM - Athleo Cieza 39:07,58   | Álvaro Martín Playas de Castellón 39:52,20 (REJr) | José Ignacio Díaz UBU-Caja de Burgos 41:32,07    |
| Relevos 4 × 100 metros  | F.C. Barcelona 40,30                              | Playas de Castellón 40,42                         | AD Marathon 40,88                                |
| Relevos 4 × 400 metros  | Playas de Castellón 3:08,96                       | F.C. Barcelona 3:10,68                            | Huracán Fent Camí 3:14,16                        |
| Salto de longitud       | Jean Marie Okutu F.C. Barcelona 7,76              | Luis Felipe Méliz Independiente 7,75              | Rodrigo de la Oliva AD Marathon 7,66             |
| Triple salto            | Pablo Torrijos Playas de Castellón 16,71          | José Alfonso Palomares SG Pontevedra 16,21        | Vicente Docavo Playas de Castellón 15,93         |
| Salto de altura         | Simón Siverio Tenerife CajaCanarias 2,20          | Ignacio Vigo Hinaco Monzón 2,18                   | Javier Bermejo F.C. Barcelona 2,15               |
| Salto con pértiga       | Igor Bychkov Playas de Castellón 5,65             | Didac Salas F.C. Barcelona 5,35                   | David Moya AA Catalunya 5,35                     |
| Lanzamiento de peso     | Borja Vivas At. Málaga 19,92                      | Yioser Toledo Playas de Castellón 19,41           | Carlos Tobalina Grupo ISN Navarra At 19,24       |
| Lanzamiento de disco    | Mario Pestano CanaryRun 63,87                     | Frank Yennifer Casañas Playas de Castellón 63,67  | Pedro José Cuesta F.C. Barcelona 59,04           |
| Lanzamiento de martillo | Javier Cienfuegos Playas de Castellón 76,08 (RC)  | Isaac Vicente AD Marathon 69,53                   | Pedro José Martín F.C. Barcelona 65,54           |
| Lanzamiento de jabalina | Manuel Uriz Huracán Fent Camí 69,60               | Jordi Sánchez F.C. Barcelona 68,63                | Jesús Crossa Tenerife CajaCanarias 65,87         |
| Decatlón                | David Gómez RC Celta 7.484 ptos.                  | Jonay Jordan Tenerife CajaCanarias 7.428 ptos.    | Jorge Ureña Centre Esp. Colivenc 7.358 ptos.     |

- RC = Récord del Campeonato
- REJr = Récord de España Júnior